# Štítná žláza

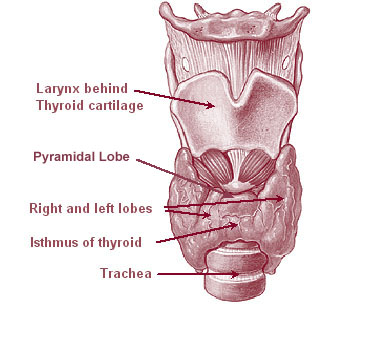
Štítná žláza

Štítná žláza (latinsky: Glandula thyreoidea nebo Glandula thyroidea) je endokrinní žláza laločnaté stavby, umístěná na kraniálním konci průdušnice. Někdy zasahuje až na hrtan. Funkčně se podílí na regulaci metabolismu produkcí thyrodních hormonů – trijodthyroninu a thyroxinu. Tyto hormony ovlivňují spotřebu kyslíku, rychlost látkové výměny, růst a vývoj.
Vyskytuje se u většiny obratlovců.

## Evoluce
Evolučním předkem štítné žlázy byl endostyl, orgán, který u kopinatců, pláštěnců a larev mihulí produkuje sliz do hltanu. Již tehdy jeho produkt obsahoval vysoké množství jódu. U obratlovců (mihulemi počínaje) se začíná tento orgán z filtrace potravy přeorientovávat na produkci hormonů a z exokrinní žlázy se stala u většiny obratlovců žláza endokrinní.

## Stavba štítné žlázy

### Makroskopická stavba
Žláza má tmavočervenou barvu, její hladký povrch je kryt vazivovým pouzdrem.
Pravý a levý lalok obklopující průdušnici mají oválný až trojúhelníkovitý tvar. U skotu a někdy u kočky a psa jsou navíc spojené žláznatým můstkem – isthmus glandularis, který obtáčí průdušnici z ventrální (=břišní) strany. U prasete tvoří istmus většinu objemu štítné žlázy.
U prasete a u člověka navíc může ze žláznatého můstku vyrůstat kraniálním směrem (=k hlavě) nekonstantní (=ne vždy přítomný) pyramidální lalok (lobus pyramidalis), který je pozůstatkem sestupu žlázy během ontogeneze.

### Mikroskopická stavba
Štítná žláza je žláza folikulárního typu. Vazivové pouzdro na povrchu žlázy vstupuje dovnitř, rozděluje parenchym žlázy na laloky a následně na lalůčky. Lalůčky jsou složeny z uzavřených váčků – folikulů, které jsou vyplněné koloidem. Ve vazivových septech probíhají arterie, folikuly jsou opředeny sítí krevních kapilár.
Folikuly jsou 50 až 200 μm velké útvary, jejich stěna je tvořena jednou vrstvou folikulárních buněk kubického tvaru, které nasedají na bazální membránu. Z krve vychytávají jód (díky pendrinu, buněčné pumpě) a uskladňují ho v dutině folikulu. Kromě toho tvoří thyreoglobulin, který rovněž uskladňují ve folikulu.
Uvnitř folikulu se na tyrosinové zbytky thyreoglobulinu naváže uskladněný jód, čímž vzniknou hormony trijodthyronin (T3) a thyroxin (T4). V případě potřeby folikulární buňky absorbují thyreoglobulin s navázaným jódem, odštěpí hormony a ty vyloučí do krve.
Kromě folikulárních buněk se ve štítné žláze nacházejí i buňky, které nejsou součástí folikulů. Nazývají se parafolikulární buňky nebo C-buňky. Jejich původ je neuroektodermový. Vylučují do krve hormon kalcitonin.

## Cévní zásobení
- Tepny přicházejí k hornímu a dolnímu pólu laloků. Horní pól – arteria thyroidea superior z arteria carotis externa, dolní pól – arteria thyroidea inferior z truncus thyreocervicalis. Obě tepny anastomozují. Někdy je přítomna i nekonstantní a nepárová arteria thyreoidea ima.
- Žíly se sbírají do pleteně mezi capsula externa a propria pouzdra, odtud jde krev přes vv. thyroideae superiores a vv. thyroideae mediae do v. jugularis interna, přes vv. thyroideae inferiores (z dolního pólu) do v. brachiocephalica sinistra.
- Mízní cévy jdou do subkapsulání pleteně, odtud do nodi lymphatici cervicales profundi.

## Nemoci štítné žlázy
Nemoci štítné žlázy jsou nejčastějšími endokrinopatiemi (choroby žláz s vnitřním vyměšováním). V České republice je postiženo zhruba 5 % populace. Mezi nejdůležitější patří hypotyreóza a hypertyreóza, jež vznikají v důsledku autoimunitních poruch štítné žlázy. Nejčastější z nich je chronický autoimunitní zánět štítné žlázy. Maligní (zhoubné) nádory štítné žlázy patří mezi vzácnější nádory a vzhledem k umístění štítné žlázy mezi lépe diagnostikovatelné. Představují 0,5–1 % všech nádorových onemocnění a z hlediska endokrinologických malignit jde o jednu z nejčastějších.
Hypertyreóza, tj. hyperfunkce čili zvýšená činnost žlázy, kdy produkuje nadbytek hormonů, a hypotyreóza, tj. hypofunkce, při níž je nedostatečná produkce hormonů, jsou sice méně časté, ale jejich projevy onemocnění bývají o to více nápadnější. Štítná žláza se může zvětšit, nemocný trpí nadbytečnou energií, která vyúsťuje ve stav stresu nebo nervozity. Postižený pociťuje silné bušení srdce, nadměrné pocení celého těla včetně návalů horka a silně hubne. Typickým projevem nemocného jsou vypouklé oči. Dalšími příznaky nemocí štítné žlázy mohou být zimomřivost, deprese či padání vlasů. Léčba především spočívá v hormonální úpravě pomocí medikamentů, v závažnějších případech se léčí radioaktivním jódem, a pokud léčba nepomáhá, provádí se odstranění štítné žlázy.